# Смоляков Артем Геннадійович
Артем Геннадійович Смоляков (нар. 29 травня 2003, Горлівка, Донецька область / Баранівка, Житомирська область, Україна) — український футболіст, захисник клубу МЛС «Лос-Анджелес». Учасник молодіжного чемпіонату Європи 2025 у складі молодіжної збірної України.

## Ігрова кар'єра

### Клубна
Вихованець академії дніпровського «Дніпра», у футболці якого з 2016 по 2020 рік виступав у ДЮФЛУ.
У серпні 2020 року підписав свій перший професіональний контракт, з «Інгульцем». У сезоні 2020/21 виступав переважно за юнацьку команду клубу, але також встиг зіграти й 3 матчі за молодіжну команду клубу. Наступний сезон також розпочав у юнацькій команді. За дорослу команду дебютував 22 листопада 2021 року в програному (0:1) домашньому поєдинку 16-го туру Прем'єр-ліги України проти донецького «Шахтаря». Артем вийшов на поле на 46-й хвилині, замінивши Хенноса Асмелаша.
У липні 2023 року уклав п'ятирічний контракт із дебютантом прем'єр-ліги житомирським «Поліссям».
У лютому 2025 року Артем Смоляков перейшов до клубу МЛС «Лос-Анджелес».

### Збірна
У 2023—2025 роках виступав у складі молодіжної збірної України.